# Edesheim

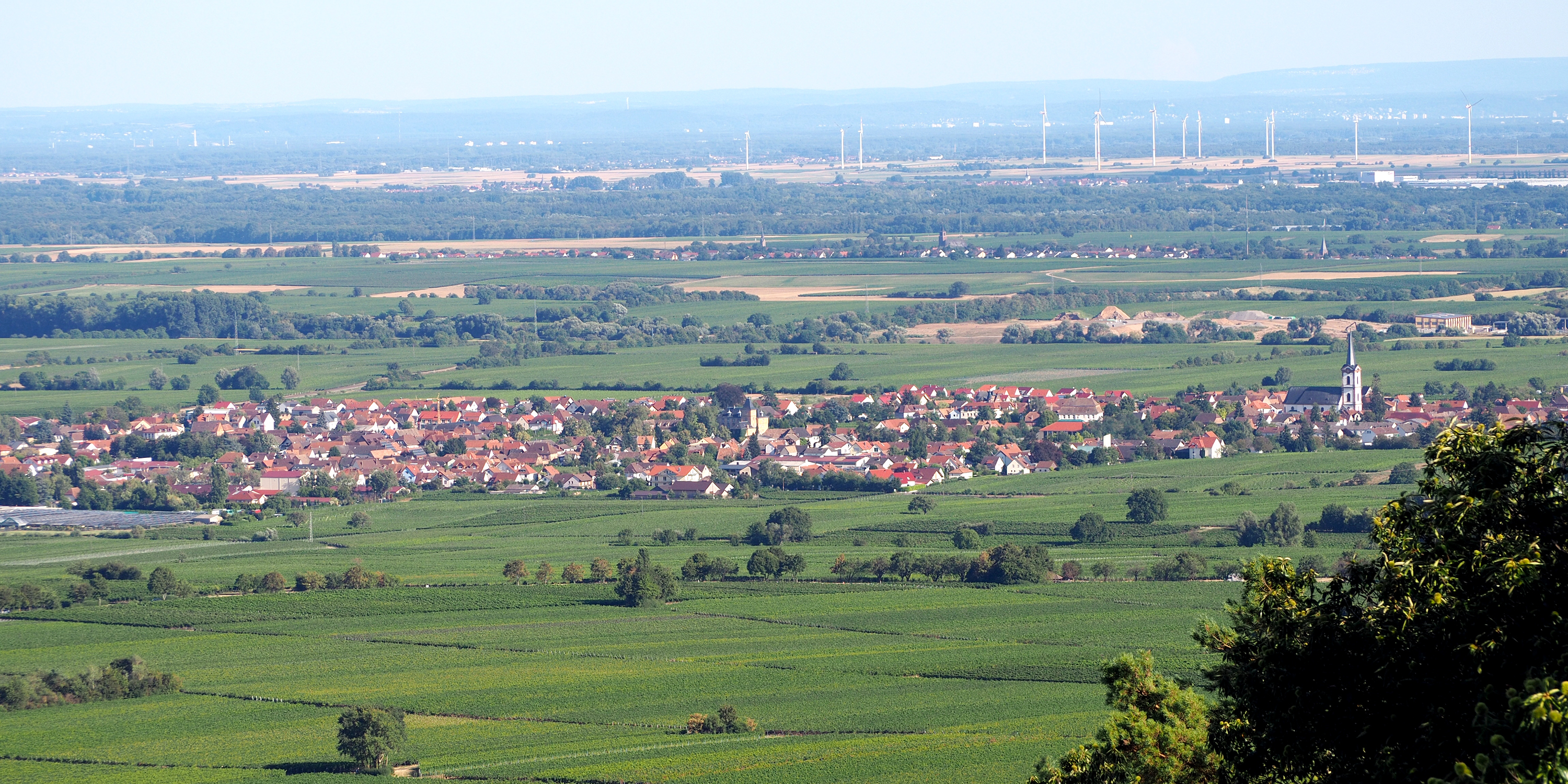
Ortsbild von Edesheim aus der Perspektive des Sieges- und Friedensdenkmals Edenkoben

Edesheim, pfälzisch Esem, ist eine Ortsgemeinde im Landkreis Südliche Weinstraße in Rheinland-Pfalz. Sie gehört der Verbandsgemeinde Edenkoben an, innerhalb derer sie sowohl hinsichtlich der Zahl der Einwohner als auch hinsichtlich der Fläche die zweitgrößte Ortsgemeinde darstellt.

## Geographie

### Lage
Die Ortsgemeinde liegt im Modenbachtal östlich des Pfälzerwaldes, zwischen Neustadt an der Weinstraße und Landau, drei Kilometer südlich von Edenkoben, zwischen der Haardt – dem Ostrand des Pfälzerwaldes – und dem Rhein in der Region Weinstraße. Zudem umfasst das Gemeindegebiet insgesamt drei Exklaven im Mittleren Pfälzerwald. Zu Edesheim gehören zusätzlich die Siedlung Eckel und die Wohnplätze Erlenmühle, Forsthaus Wolfseck, Haus Guth und Aussiedlerhof Raiffeisenweg 10.
Nachbargemeinden sind – im Uhrzeigersinn – Edenkoben, Venningen, Großfischlingen, Essingen, Knöringen, Roschbach, Hainfeld und Rhodt unter Rietburg. Die östlichste Exklave grenzt im Uhrzeigersinn – Exklaven kursiv gesetzt – an Weyher in der Pfalz, Burrweiler, Hainfeld und Ramberg. Die mittlere Exklave grenzt an Edenkoben, Gommersheim, Rhodt unter Rietburg, Ramberg, Roschbach, Burrweiler und Hainfeld. Die westlichste Exklave grenzt an Elmstein, Rhodt unter Rietburg, Hainfeld, Weyher in der Pfalz und Landau in der Pfalz

### Erhebungen
In der östlichsten Exklave erstreckt sich der 543,5 m ü. NHN hohe Lambertskopf, der einen Nebengipfel des Teufelsbergs darstellt. Die mittlere Exklave umfasst die Ostflanke des 581,3 m ü. NHN hohen Hermeskopfs. Innerhalb der am weitesten westlich liegenden Exklave liegt die Westflanke des 455,5 m ü. NHN hohen Birkenkopfs.

### Gewässer
Durch das Siedlungsgebiet fließt der Modenbach, der innerhalb der mittleren Waldexklave der Gemeinde entspringt und der die nördliche Grenze der am östlichsten gelegenen bildet. Letztere wird im Westen durch den Ziegelbach begrenzt. die am weitesten westlich liegende Exklave wird im Norden durch den Helmbach und im Westen durch den Grobsbach begrenzt. Durch Norden des Gemeindegebiets fließt der Leißelgraben, der weiter östlich Lachgraben genannt wird. Der äußerste Süden der Gemarkung wird vom Bruchbach durchflossen.

## Geschichte
Bereits im Jahr 714 fand Edesheim unter der Bezeichnung „villa Auduino“ beziehungsweise „Auduinovilla“ Erwähnung in einer Urkunde der Abtei Weißenburg, die hier einen Herrenhof und zwei Kirchen besaß. 755 und 756 wurde der Name Autineshaim geschrieben, später Otdensheim, Ödesheim und Edesheim. Der Ort Edesheim gehörte bis zum Ende des 18. Jahrhunderts zum Hochstift Speyer.
Während des Ersten Koalitionskriegs fand außerdem vor Ort ein Gefecht statt. Nach 1792 hatten französische Revolutionstruppen die Region besetzt und nach dem Frieden von Campo Formio (1797) annektiert. Von 1798 bis 1814 gehörte das Dorf zum französischen Departement Donnersberg und war dem Kanton Edenkoben zugeordnet. 1815 hatte die Gemeinde insgesamt 1.750 Einwohner. Aufgrund der auf dem Wiener Kongress (1815) getroffenen Vereinbarungen und einem Tauschvertrag mit Österreich kam die Region 1816 zum Königreich Bayern. Ab 1818 war die Gemeinde Edesheim dem Landkommissariat Landau im bayerischen Rheinkreis, später dem Bezirksamt Landau zugeordnet.
Ab 1939 war der Ort Bestandteil des Landkreises Landau in der Pfalz. Nach dem Zweiten Weltkrieg wurde die Gemeinde innerhalb der französischen Besatzungszone Teil des damals neu gebildeten Landes Rheinland-Pfalz. Im Zuge der ersten rheinland-pfälzischen Verwaltungsreform wechselte Edesheim am 7. Juni 1969 in den neu geschaffenen Landkreis Landau-Bad Bergzabern, der 1978 in Landkreis Südliche Weinstraße umbenannt wurde. 1972 wurde die Gemeinde der ebenfalls neu gebildeten Verbandsgemeinde Edenkoben zugeordnet.

## Religion

### Judentum
Die ehemalige jüdische Gemeinde Edesheim besaß bis 1931 eine Synagoge. Am 22. Oktober 1940 wurden die in Edesheim lebenden Juden im Zuge der Wagner-Bürckel-Aktion nach Gurs deportiert.

### Konfessionsstatistik
Mit Stand 30. Juni 2005 waren von den Einwohnern 70,0 % römisch-katholisch, 16,2 % evangelisch und 13,8 % waren konfessionslos oder gehörten einer anderen Glaubensgemeinschaft an.  Der Anteil der Protestanten und Katholiken an der Gesamtbevölkerung ist seitdem jährlich um 1 Prozentpunkt gesunken. Am 30. September 2024 lag der Anteil der katholischen Bürger bei 47,5 %, der evangelischen bei 17,1 % und der Sonstigen bei 35,4 %.

## Politik

### Gemeinderat
Der Gemeinderat in Edesheim besteht aus 16 Ratsmitgliedern, die bei der Kommunalwahl am 9. Juni 2024 in einer personalisierten Verhältniswahl gewählt wurden, und dem ehrenamtlichen Ortsbürgermeister als Vorsitzendem.
Die Sitzverteilung im Gemeinderat:
| Wahl | SPD | CDU | FWG | Gesamt   |
| ---- | --- | --- | --- | -------- |
| 2024 | 1   | 7   | 8   | 16 Sitze |
| 2019 | 3   | 5   | 8   | 16 Sitze |
| 2014 | 2   | 8   | 6   | 16 Sitze |
| 2009 | 3   | 8   | 5   | 16 Sitze |
| 2004 | 3   | 8   | 5   | 16 Sitze |

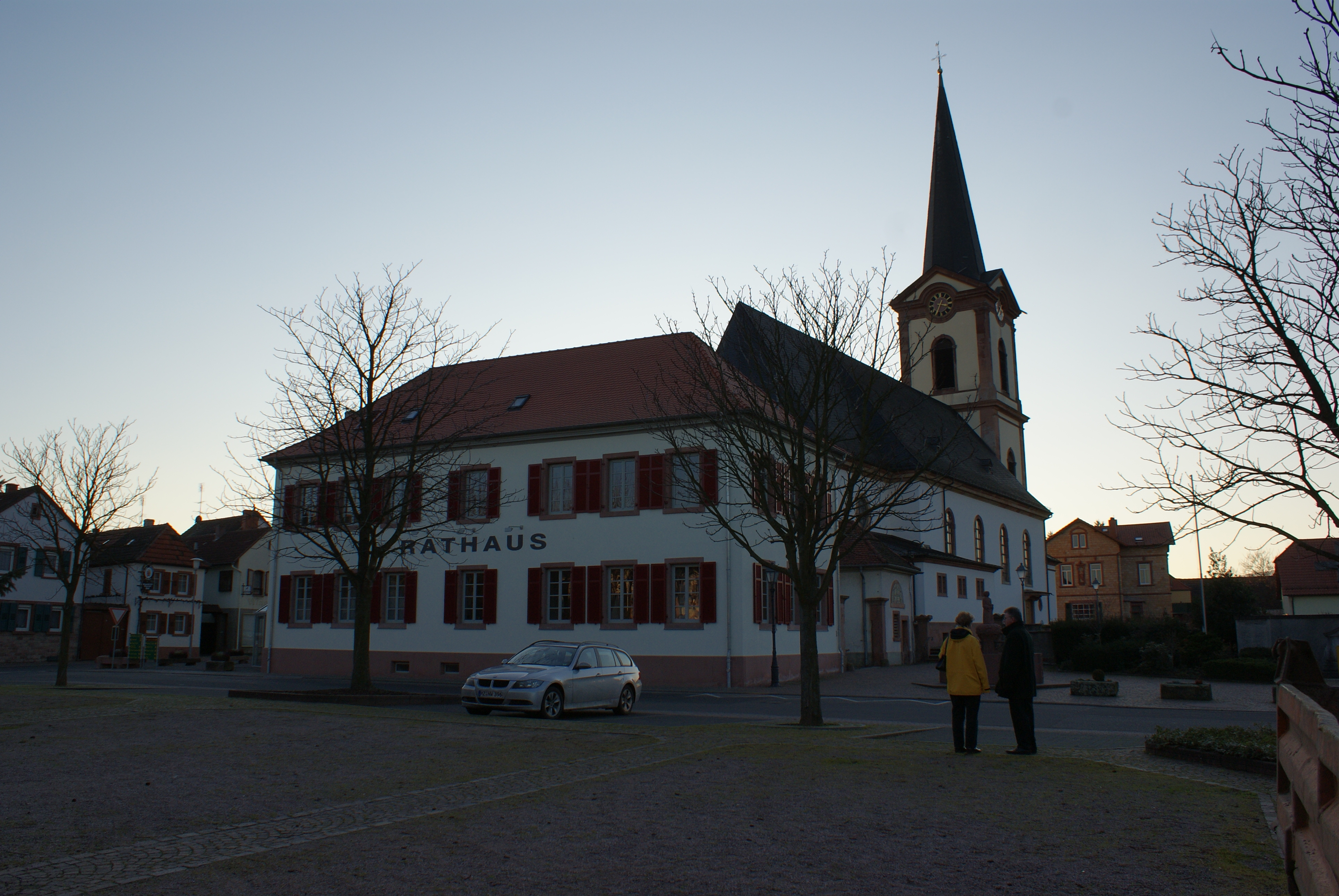
Rathaus; im Hintergrund die Kirche

- FWG = Freie Wählergruppe Edesheim e. V.

### Bürgermeister
Christian Kocher (CDU) wurde am 27. August 2024 Ortsbürgermeister von Edesheim. Bei der Direktwahl am 9. Juni 2024 war er als einziger Bewerber mit einem Stimmenanteil von 76,2 % für fünf Jahre gewählt worden.
Kochers Vorgängerin Sigrid Schwedhelm-Schreiner (FWG) hatte das Amt am 25. Juni 2019 übernommen und kandidierte bei der Wahl 2024 nicht erneut. Ihr Vorgänger Christian Sternberger (CDU) war nach zehnjähriger Amtszeit nicht erneut angetreten. Zuvor war Alfred Metzger (CDU) 17 Jahre Ortsbürgermeister von Edesheim.

### Wappen
| Wappen von Edesheim | Blasonierung: „In Rot der heilige Petrus, wachsend, in silbernem Gewand und blauem Mantel, mit goldener Gloriole, in der Rechten ein mit dem Bart nach oben gekehrter goldener Schlüssel, in der Linken ein rotes Buch mit goldenem Beschlag.“ |
| Wappen von Edesheim | Wappenbegründung: Das Wappen der Gemeinde Edesheim, welches schon seit 1493 geführt wird, zeigt St. Petrus in silbernem Gewand mit blauem Umhang auf rotem Grund. In der Rechten hält er einen nach links gewendeten goldenen Schlüssel, in der Linken ein gold eingefasstes rotes Buch. Das Haupt ist von einem goldenen Heiligenschein umgeben. |

## Kultur und Sehenswürdigkeiten

### Kulturdenkmäler

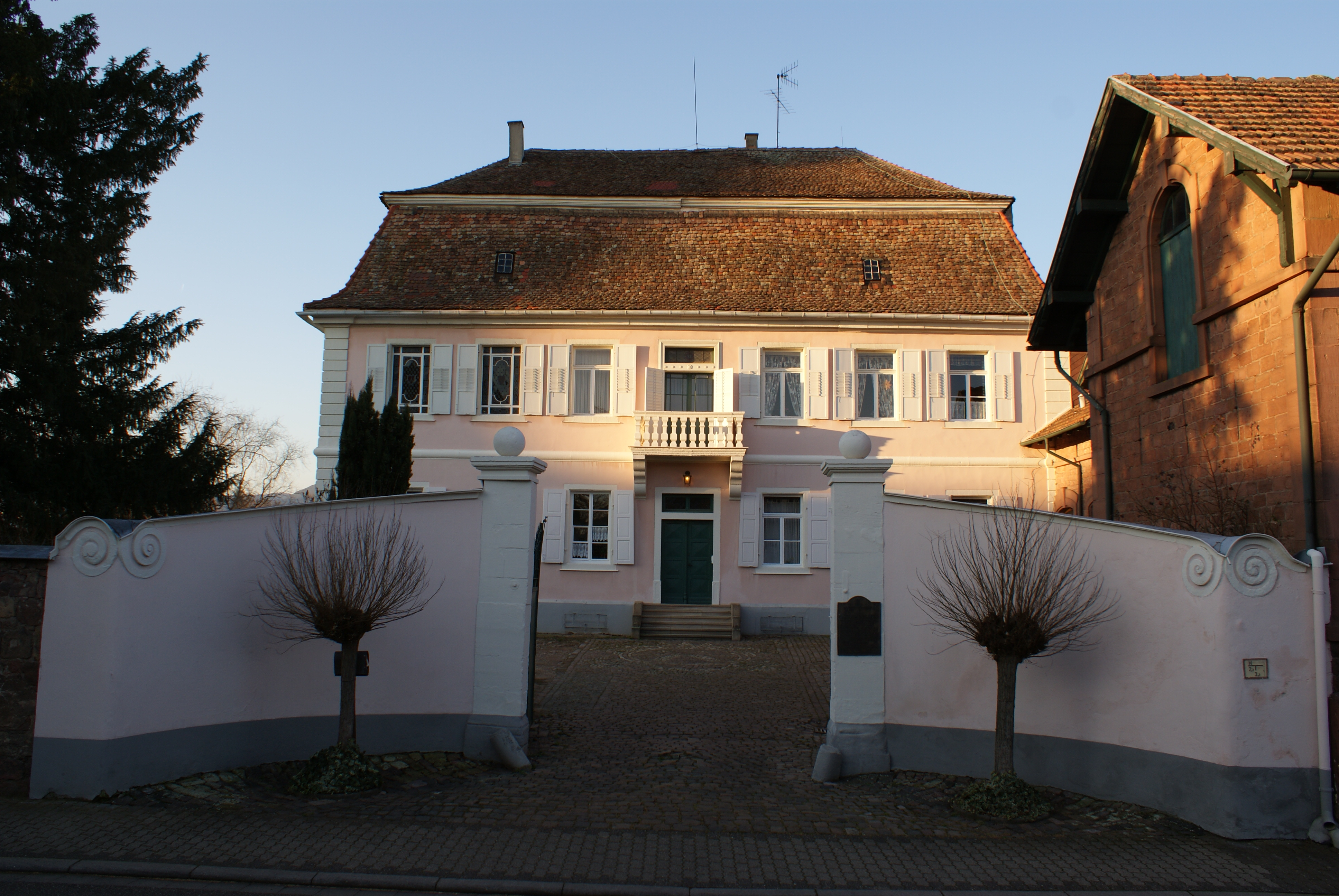
Franz Adam Holbach (ca. 1675–1753) Landsitz in Edesheim Schloss Kupperwolf

Das Schloss Edesheim und die Ortskerne von Nieder-Edesheim sowie Ober-Edesheim sind jeweils als Denkmalzonen ausgewiesen. Ersteres wurde bereits vor dem Jahr 756 durch die Abtei Weißenburg erbaut. Im Pfälzischen Erbfolgekrieg wurde das Schloss dann im Jahre 1694 vollständig zerstört und musste neu errichtet werden, lediglich die Wasseranlagen aus dem 12. Jahrhundert konnten erhalten werden. Nachdem das Schloss immer mehr an Bedeutung verloren hatte, wurde es schließlich im Jahr 1748 abgerissen. Erst im 19. Jahrhundert wurde damit begonnen, das Schloss im zeitgemäßen Stil erneut zu errichten. Es wechselte mehrfach den Besitzer und wurde um das Jahr 2000 komplett saniert. Seitdem befindet sich in den Räumlichkeiten ein Hotel.
Hinzu kommen außerdem zahlreiche Einzelobjekte, die unter Denkmalschutz stehen, darunter das Schloss Kupperwolf. Es wurde von Franz Adam Baron von Holbach erbaut, dem Onkel des Aufklärers und Philosophen Paul Henri Thiry d’Holbach. Es wurde nach seinem späteren Besitzer, einem österreichischen General, benannt.

### Natur
Die drei Waldexklaven sowie der westliche Teil des Siedlungsgebietes liegen im Naturpark Pfälzerwald, der wiederum Bestandteil des Biosphärenreservats Pfälzerwald-Vosges du Nord ist.

### Vereine
Die Ortsgemeinde verfügt über dem im Jahr 1869 gegründeten Lese- und Gesangsverein sowie den MGV Concordia Edesheim, der im Jahr 1878 gegründet wurde. Zudem existiert ein Heimat- und Kulturverein.

### Veranstaltungen
Von 1968 bis 2011 wurde in Edesheim jährlich die Goldene Zeile überreicht.

## Wirtschaft und Infrastruktur
| Größte Weinbaugemeinden im Anbaugebiet                                                     | Rang unter allen rheinland-pfälzischen Weinbaugemeinden nach Rebfläche | Bestockte Rebfläche 2017 (in ha) | Rebsorten | Rebsorten |
| Größte Weinbaugemeinden im Anbaugebiet                                                     | Rang unter allen rheinland-pfälzischen Weinbaugemeinden nach Rebfläche | Bestockte Rebfläche 2017 (in ha) | weiße     | rote      |
| Größte Weinbaugemeinden im Anbaugebiet                                                     | Rang unter allen rheinland-pfälzischen Weinbaugemeinden nach Rebfläche | Bestockte Rebfläche 2017 (in ha) | (in %)    | (in %)    |
| ------------------------------------------------------------------------------------------ | ---------------------------------------------------------------------- | -------------------------------- | --------- | --------- |
| Pfalz                                                                                      |                                                                        | 23.652                           | 65        | 35        |
| Landau (Pfalz)                                                                             | 1                                                                      | 2.067                            | 66        | 34        |
| Neustadt (Weinstr.)                                                                        | 2                                                                      | 2.031                            | 67        | 33        |
| Billigheim-Ingenheim                                                                       | 4                                                                      | 843                              | 62        | 38        |
| Bad Dürkheim                                                                               | 6                                                                      | 819                              | 68        | 32        |
| Kirrweiler                                                                                 | 14                                                                     | 589                              | 67        | 33        |
| Edesheim                                                                                   | 17                                                                     | 505                              | 61        | 39        |
| Deidesheim                                                                                 | 18                                                                     | 498                              | 85        | 15        |
| Wachenheim (Weinstr.)                                                                      | 20                                                                     | 473                              | 75        | 25        |
| Göcklingen                                                                                 | 22                                                                     | 464                              | 65        | 34        |
| Freinsheim                                                                                 | 25                                                                     | 437                              | 61        | 39        |
| Quelle: Faltblatt Weinbau 2018. Statistisches Landesamt Rheinland-Pfalz, Bad Ems, Mai 2018 |                                                                        |                                  |           |           |

### Wirtschaft
Der Ort ist erheblich vom Weinbau geprägt und zählt zu den größten Weinbaugemeinden der Pfalz. Vor Ort befinden sich die Großlage Ordensgut sowie die Einzellagen Forst, Mandelhang (mit der Sublage Madonnenhöhe), Rosengarten (mit der Sublage Im Kirchberg) und Schloß. In Edesheim hat das Weingut Anselmann seinen Sitz.
Im Zuge der Haingeraide war Edesheim außerdem an der sogenannten dritten Haingeraide beteiligt, die in der frühen Neuzeit aufgelöst und die teilweise der Gemeinde unterstellt wurde.
Die Dorfmühle wurde im Jahr 1354 erstmals erwähnt.

### Verkehr
Straße
Durch die Gemeinde führen die Landesstraße 506, 507 und 516. Die Landesstraße 506 verbindet die Gemeinde mit dem Ramberger Tal und die Landesstraße 507 mit Albersweiler sowie mit Speyer. Die Landesstraße 516 führt von Bad Dürkheim bis nach Landau in der Pfalz. Außerdem liegt sie an der Buslinie 501 des Verkehrsverbundes Rhein-Neckar, die nach Landau und Neustadt an der Weinstraße führt. Durch den Osten der Gemarkung verläuft in Nord-Süd-Richtung die Bundesautobahn 65; in diesem Bereich befindet sich die Raststätte Pfälzer Weinstraße.
Schiene 

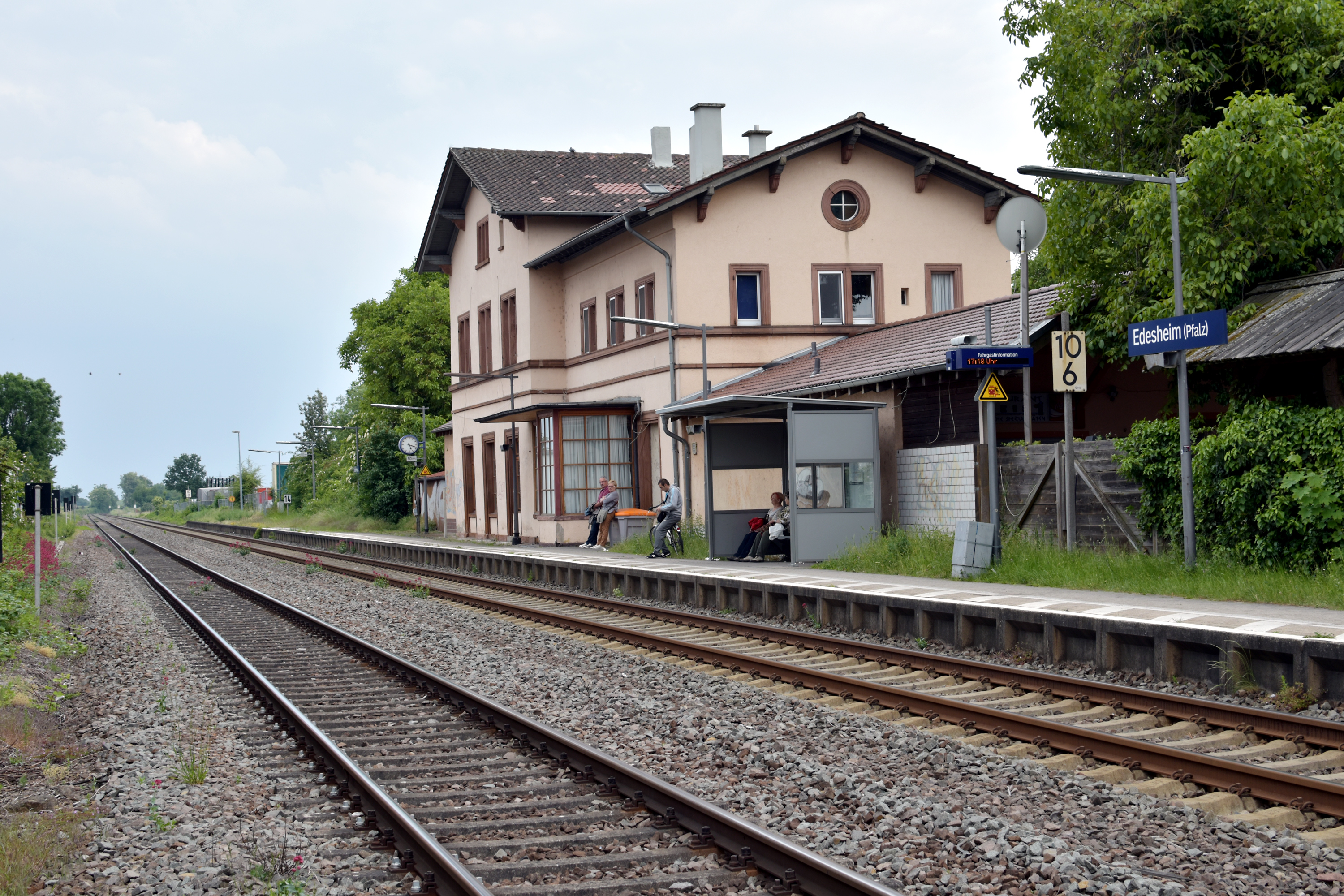
Haltepunkt und früherer Bahnhof Edesheim

Der Haltepunkt und frühere Bahnhof Edesheim (Pfalz) liegt an der 1855 eröffneten Bahnstrecke Neustadt–Wissembourg und wird von den Linien RB 51 (Neustadt–Karlsruhe) und RB 53 (Neustadt–Wissembourg) bedient, sodass pro Stunde und Richtung zwei Züge vor Ort Halt machen. Die Station befindet sich am östlichen Siedlungsrand der Ortsgemeinde innerhalb einer lang gezogenen S-Kurve. Bis in die 1980er Jahre wurde der einstige Bahnhof zuletzt von Landau aus im Güterverkehr bedient.
Bei Umbaumaßnahmen wurde der Mittel- durch einen Seitenbahnsteig ersetzt und der Bahnhof als Haltepunkt zurückgebaut. Das frühere Gütergleis wurde inzwischen abgebaut. Das Empfangsgebäude entspricht der in der Pfalz üblichen Typenbauweise. Sein Kopfbau ist zur Bahnseite hin giebelständig. Die Fenster haben eine rechteckige Form. Das Bauwerk hat wie der frühere Güterschuppen keine Bedeutung mehr für den Bahnbetrieb und wird inzwischen als Restaurant genutzt.

### Institutionen
In Edesheim gibt es eine Grundschule, die den Namen des Ortes trägt und die zusätzlich für die Nachbargemeinden Großfischlingen sowie Kleinfischlingen zuständig ist. Zudem existieren vor Ort zwei Kindergärten sowie im Westen der Gemarkung ein Freibad.

### Tourismus
Durch die Gemeinde verläuft der Radweg Vom Rhein zum Wein. Der Pfälzer Weinsteig sowie zwei weitere Wanderwege, von denen einer mit einem roten Balken und ein anderer mit einem roten Punkt markiert ist, durchqueren die östlichste Waldexklave. Durch die westlichste führt ein Weg, der mit einem gelben Punkt gekennzeichnet ist.

## Persönlichkeiten

### Ehrenbürger
- S. Stattmüller, Pfarrer,
- Peter Braun, Studiendirektor
- Josef Wörner, Altbürgermeister
- Gerhard Mathieu, Altbürgermeister
- Alfred Metzger, Gemeinderat, Beigeordneter und Ortsbürgermeister, ernannt 2010, leistete 35 Jahre lang ehrenamtliche Tätigkeit für die Gemeinde.[21][22]

### Söhne und Töchter der Gemeinde

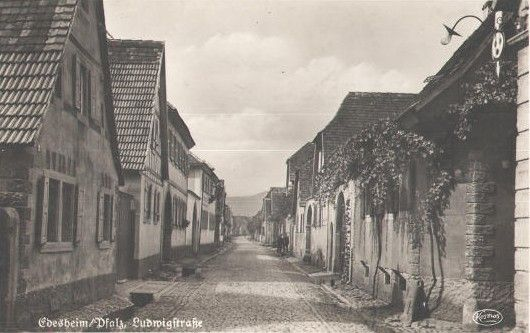
Einblick in die Ludwigstraße in Edesheim. Unter Hausnummer 4 steht auch heute noch das Geburtshaus von Paul Henri Thiry d’Holbach. Alte Postkarte aus dem Jahre 1940.

- Paul Henri Thiry d’Holbach (1723–1789), Philosoph, Naturforscher und Aufklärer, Neffe von Franz Adam Baron von Holbach
- Heinrich August Bilabel (1831–1913), zwischen 1875 und 1884 Oberbürgermeister der Stadt Heidelberg
- Alfred Machol (1875–1937), Chirurg
- Josef Freiermuth (1901–1994), Politiker (CDU)
- Alois Schreiner (* 1919), rheinland-pfälzischer Staatssekretär
- Elvira Glaser (* 1954), Professorin für deutsche Sprachwissenschaft

### Personen, die vor Ort gewirkt haben
- Franz Blücher von Wahlstatt (1778–1829), preußischer Generalmajor, kämpfe beim Gefecht bei Edesheim
- Hans Joachim Friedrich von Sydow (1762–1823),  preußischer Generalleutnant, kämpfe beim Gefecht bei Edesheim
- Philipp Tillmann (1809–nach 1881), Weingutsbesitzer und Ölmüller in Edesheim, bayerischer Landtagsabgeordneter
- Moritz Hilf (1819–1894), Eisenbahn-Bauingenieur, wohnte zeitweise vor Ort
- Jakob Isbert (1846–1888), römisch-katholischer Priester, von 1877 bis 1883 Kaplan vor Ort
- Hans Mercker (* 1940),  Theologe, Religionswissenschaftler und Hochschullehrer, Vorsitzender des örtlichen Heimat- und Kulturvereins
- Christine Baumann (* 1949), Politikerin (SPD), war an der Grundschule zeitweise als Lehrerin tätig
- Eva Croissant (* 1991), Sängerin und Songschreiberin, besuchte die Grundschule Edesheim